# Lorenzo Salveti

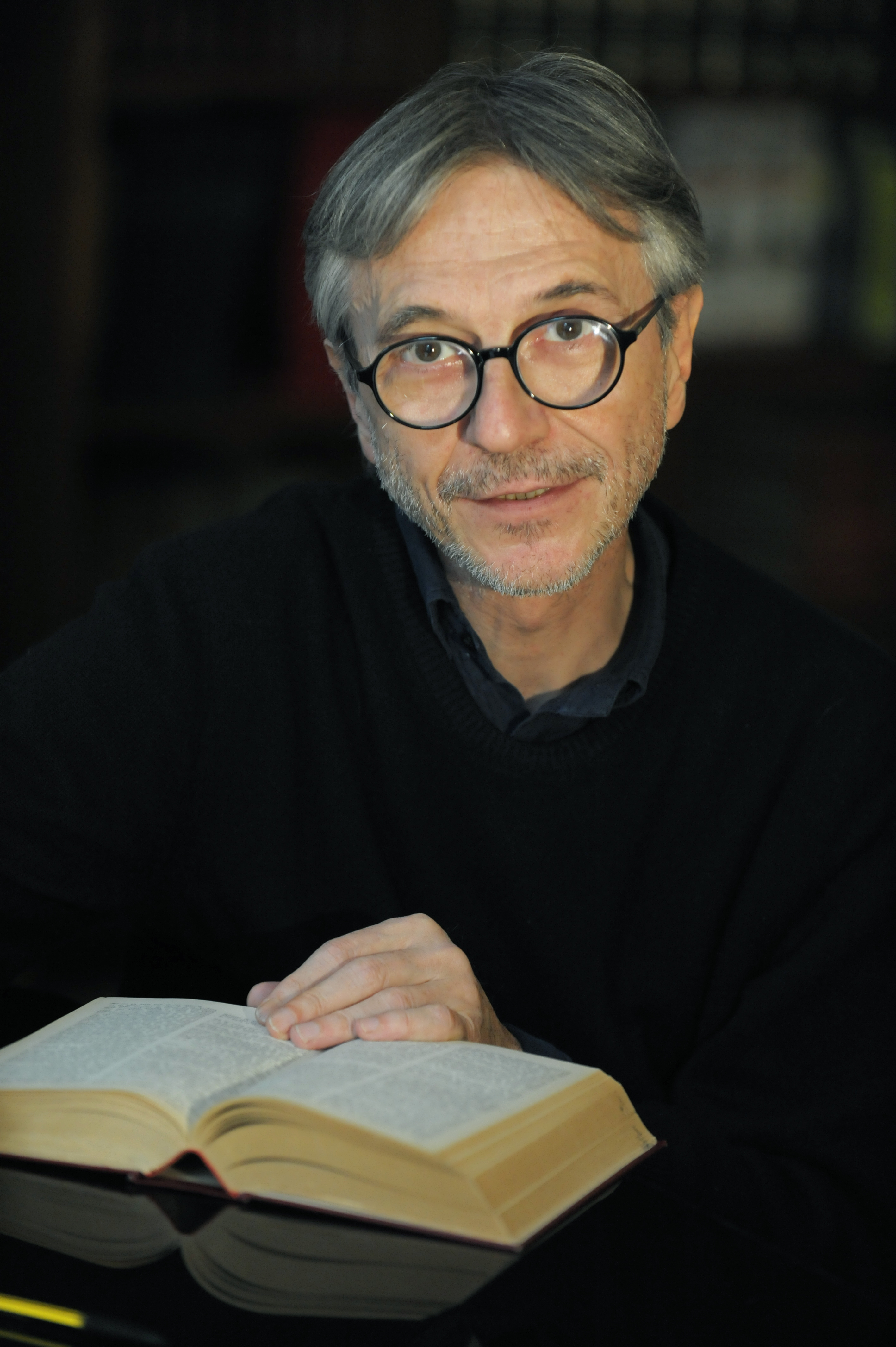
Lorenzo Salveti

Lorenzo Salveti (Napoli, 21 aprile 1949) è un regista, pedagogo e drammaturgo italiano.

## Biografia
Dopo il diploma, si iscrive all'Università degli Studi di Roma "La Sapienza", dove si laurea in lettere e filosofia, discutendo una tesi sulle rappresentazioni del teatro elisabettiano, avendo come relatore Agostino Lombardo. Nel 1972 si trasferisce a Torino come assistente di Aldo Trionfo, per poi debuttare nel 1976 come regista al Teatro Stabile di Torino. In seguito, dirige spettacoli teatrali con compagnie di prosa italiane e straniere.
Nel 1976 scrive con Aldo Trionfo Faust-Marlowe-Burlesque, spettacolo interpretato da Carmelo Bene e Franco Branciaroli. Fonda nel 1979 il caffè Teatro di Piazza Navona a Roma assieme a Massimo Dapporto e Massimo Ghini e nel 1982 il teatro dell'Orologio di Roma con Mario Moretti. Nel 1990 è nominato direttore artistico del Teatro Stabile dell'Aquila. Cura regie liriche e dirige per la televisione commedie di Shaw, Christie, Sardou, Wilde, Courteline, Roussin e Rattigan. Dirige per Rai 3 lo sceneggiato Epistolari celebri: Vincenzo Bellini.
Per molti anni si dedica alla radiofonia firmando la regia di numerosi radiodrammi e di opere di Tardieu, Strindberg, Joyce, Gadda, Ginzburg, Chiara, Manganelli, Orton e Sternheim. Nel 2006, per le celebrazioni internazionali in onore di Rembrandt, cura la regia teatrale e radiofonica di La ronda di notte di Bies Van Ede, trasmessa in diretta dall'auditorium di via Asiago di Roma.
Scrive e adatta per il teatro numerosi testi tra i quali: Eros e Priapo (1980) e La cognizione del dolore (1994) da Carlo Emilio Gadda, Le notti bianche (1985) da Dostoevskij, Il principe (2001) da Machiavelli e per l'Arena del Sole Don Camillo e il signor sindaco Peppone da Guareschi (2001), e Un miracolo a Milano, tratto da Totò il buono (2005) di Cesare Zavattini.
Tiene corsi di recitazione presso il Centro sperimentale di cinematografia, la Scuola di teatro Alessandra Galante Garrone, Scuola europea per l'arte dell'attore - Prima del Teatro e presso diverse scuole europee e del Sud America. È stato docente di istituzioni di regia presso l'Università degli Studi di Siena e presso l'Università degli Studi di Roma Tor Vergata.
Dal 2007 al 2015 ha ricoperto la carica di direttore dell'Accademia nazionale d'arte drammatica, dove insegna recitazione e regia dal 1976. Tra i suoi più celebri allievi: Anna Marchesini, Sergio Castellitto, Ennio Fantastichini, Maria Paiato, Luca Zingaretti, Sergio Rubini, Marco Presta, Nicoletta Braschi, Margherita Buy, Sabina Guzzanti, Emma Dante. E tra i più giovani: Francesco Scianna, Lino Guanciale, Giovanni Scifoni, Claudio Gioè, Luca Marinelli, Manuela Mandracchia, Ludovico Fremont e Francesco Montanari.
Dal 2018 ad oggi è Direttore Artistico de La Compagnia dei Masnadieri Impresa di Produzione di Teatro di innovazione nell’ambito della Sperimentazione (FUS - D.M. 27 luglio 2017 n. 332 ss.mm.ii Art. 13 comma 3) diretta dai suoi ex allievi registi Massimo Roberto Beato e Jacopo Bezzi.

## Teatro

### Regia
- Brand, di Henrik Ibsen. Teatro Stabile di Torino (1976)
- La Venexiana. Teatro Stabile di Torino (1976)
- Lulu, di Frank Wedekind (1977)
- Strindberg contro, da Inferno di August Strindberg (1977)
- Ricorda con rabbia, di John Osborne (1978)
- Girotondo, di Arthur Schnitzler (1978)
- Le preziose ridicole, di Molière. Oratorio dei Filippini di Roma (1978)
- Le donne al parlamento, di Aristofane (1978)
- Macbeth, di William Shakespeare (1978)
- La parigina, di Henry Becque (1978)
- Dialogo, di Natalia Ginzburg (1980)
- Spirito allegro, di Noël Coward, con Aroldo Tieri, Giuliana Lojodice e Paola Borboni (1980)
- Gli uccelli, di Aristofane (1980)
- Nostra dea, di Massimo Bontempelli. Teatro dell'Opera di Roma (1981)
- La morte di Niobe, di Alberto Savinio. Teatro dell'Opera di Roma (1981)
- Orgia, di Pier Paolo Pasolini (1982)
- Elena, di Euripide (1982)
- Il guerriero, l'amazzone, la poesia nel verso immortale del Foscolo, di Carlo Emilio Gadda (1983)
- A caso, di Tommaso Landolfi. Palazzo delle Esposizioni di Roma (1983)
- La cosa vera, di Tom Stoppard, con Sergio Fantoni e Ilaria Occhini. La Contemporanea 83, Piccolo Teatro di Milano (1984)
- Risveglio di primavera, di Frank Wedekind (1984)
- Elettra, di Euripide (1984)
- Uno, nessuno e centomila, di Luigi Pirandello. Festival di Benevento (1984)
- Edipo re, di Sofocle. Quarto centenario del Teatro Olimpico di Vicenza (1985)
- La commedia delle parole, di Arthur Schnitzler, con Roberto Herlitzka (1986)
- La bella addormentata, di Pier Maria Rosso di San Secondo (1986)
- Tutto è bene quel che finisce bene, di William Shakespeare, con Valeria Moriconi e Mariano Rigillo. Teatro romano di Verona (1986)
- Yerma, di Federico García Lorca (1986)
- Kätchen di Heilbron di Heinrich von Kleist. Accademia nazionale d'arte drammatica "Silvio D'Amico" (1987)
- La figlia di Iorio, di Gabriele D'Annunzio. Festival di Borgio Verezzi (1987)
- Il bacio della donna ragno, di Manuel Puig. TPB di Bogotà (1987)
- Orestiade, di Eschilo, con Valeria Moriconi, Corrado Pani, Gabriele Ferzetti, Renato De Carmine, Ave Ninchi e Pina Cei. Teatro Olimpico di Vicenza (1987)
- La cameriera brillante, di Carlo Goldoni, con Lauretta Masiero (1987)
- Assunta Spina, di Salvatore Di Giacomo (1987)
- L'impresario delle Smirne, di Carlo Goldoni. Toneelschool di Amsterdam (1988)
- I due gentiluomini di Verona, di William Shakespeare, musiche di Paolo Conte. Teatro Romano di Verona (1989)
- Madame Sans-Gêne, di Victorien Sardou, di Valeria Moriconi (1989)
- Il caffè del signor Proust (1990)
- Fedra, di Seneca. Teatro Stabile dell'Aquila (1991)
- Romeo e Giulietta, di William Shakespeare, musiche a cura di Paolo Terni. Teatro Stabile d'Abruzzo (1991)
- Metamorfosi, da Ovidio. Teatro Stabile d'Abruzzo (1992)
- Penthesilea, di Heinrich von Kleist. Giardini della Filarmonica di Roma (1993)
- Verso Damasco, di August Strindberg, Teatro 11 di Cinecittà, Roma (1994)
- Didone abbandonata, L'Olimpiade e Le cinesi di Pietro Metastasio. Teatro Valle di Roma - Internationaal Theatershool Festival di Amsterdam (1996)
- Deliri disarmati, di Guido Ceronetti, Festival di Asti (1996)
- Inferno, di Dante Alighieri. Cava dei Fossili, Festival di Borgio Verezzi (1996)
- La locandiera, di Carlo Goldoni. La Versiliana Festival (1997)
- Così è (se vi pare), di Luigi Pirandello, Teatro Stabile Abruzzese (1998)
- Ecuba, di Euripide, con Valeria Moriconi, scene di Luciano Damiani. Teatro greco di Siracusa (1998)
- La dodicesima notte, di William Shakespeare. Teatro Stabile Abruzzese (1999)
- Operette morali, di Giacomo Leopardi. Studi cinematografici De Paolis di Roma (1999)
- Un tram che si chiama Desiderio, di Tennessee Williams, La Versiliana Festival (2000)
- Eva Peron, di Copi (2000)
- L'assoluto naturale, di Goffredo Parise. Multiteatro di Buenos Aires (2003)
- La trilogia di Ircana, di Carlo Goldoni. Biennale di Venezia (2007)
- Le notti bianche di Fëdor Dostoevskij (2007)[2]
- I ponti di Madison County, di Robert James Waller (2008)
- L'impresario delle Canarie, testi di Pietro Metastasio. Festival internazionale del Teatro, Biennale di Venezia (2009)
- Romeo e Giulietta, di William Shakespeare. Festival dei Due Mondi di Spoleto (2010)
- L'amante, di Marguerite Duras (2011)
- Madness. Festival dei Due Mondi di Spoleto (2013)
- L'anniversario, di Anton Čechov. Festival dei Due Mondi di Spoleto (2014)
- Pericle, principe di Tiro, di William Shakespeare. Roma - Festival dei Due Mondi di Spoleto (2015)
- Il teatrino delle meraviglie, di Miguel de Cervantes. Villa Piccolomini, Roma - Festival dei Due Mondi di Spoleto (2016)
- Play Shakespeare. Roma (2016)
- Il cavaliere del pestello ardente, di Francis Beaumont e John Fletcher. Villa Piccolomini, Roma - Festival dei Due Mondi di Spoleto (2017)
- Sogno di una notte di mezza estate, di William Shakespeare. Roma (2017)
- Shakespeare & Shakespeare. Teatro Stabile di Napoli - Napoli Teatro Festival Italia (2018)
- Cuori a gas, drammaturgia da Albee, Ayckbourn, Bouchard, Courteline, Ionesco, Kane, Manganelli, Pinter, Ribes, Tarantino, Tardieu, Tzara, Vitrac, Wilcock. Scuola di teatro Alessandra Galante Garrone di Bologna (2018)

## Lirica

### Regia
- Livietta e Tracollo. Teatro lirico sperimentale di Spoleto (1976)
- La dirindina. Teatro lirico sperimentale di Spoleto (1976)
- I sette peccati capitali. Accademia Musicale Chigiana di Siena (1977)
- La Fée Urgèle, con Mariella Devia. Matera (1979)
- Le Sabots. Matera (1980)
- La Clochette. Matera (1980)
- Rimario e Grillantea. Teatro dell'Opera di Roma (1980)
- La serva padrona. Teatro dell'Opera di Roma (1980)
- L'isola dei pazzi. Falkoner Teatret di Copenaghen (1982)
- I Capuleti e i Montecchi. Teatro Filarmonico di Verona (1983)
- L'italiana in Algeri. Teatro dell'Opera di Roma (1987)
- Doktor Faustus, dal poema coreografico di Heinrich Heine. Teatro Comunale di Bologna (1995)

## Premi
- Premio IDI-San Vincent per la regia di Eros e Priapo (1980)
- Prix Italia per la regia radiofonica (1979)
- Prix Italia per la regia radiofonica (1980)